# Ephynes
Ephynes is een geslacht van wantsen uit de familie van de Pantserwantsen. Het geslacht werd voor het eerst wetenschappelijk beschreven door Carl Stål in 1868.

## Soorten
Het genus is monotypisch en bevat alleen de volgende soort:

- Ephynes brevicollis Stål